# H&A
H&A.（エイチアンドエー）は、静岡県浜松市を拠点として活動している日本の女性アイドルグループ。ヒーローズアカデミー所属。浜松市長より『わが街・浜松宣伝部長』任命。静岡県知事より『浜名湖花博』『浜名湖花フェスタ』応援大使を任命されている。2018年でデビューまる10年を過ぎて『ご当地アイドル殿堂入り』を果たす。毎年ベトナムで開催『Japan Festival』に出演している。

## 肩書き
- わが街・浜松 宣伝部長（2013年～現在）
- 浜松餃子学会 サポーター（2013年～現在）
- 浜名湖花フェスタ 応援大使（2014年～現在）
- 袋井遠州の花火・もりあげ大使（2014年～現在）
- うなぎいも応援ぷりんせす任命]（2013年～現在）
- ご当地アイドル殿堂入り

## 概要
2008年9月に静岡県浜松市に拠点を置くタレント養成スクールヒーローズアカデミーのユニットクラス生有志により結成。静岡県を中心に県外でも活躍。
地元のお祭りイベントに出演。浜松を元気にすることが目的。 H&Aは、はままつの「は」（HA）そして、HERO'S AcademyのHとAに由来。2011年5月H&AからH&A.に改名。読み方はエイチアンドエーのまま。現在4人組で活動中。 歌手や女優やモデルになりたくて、歌・ダンス・モデル・演技のレッスンをしている。
静岡県のテレビや東京で放送の「ご当地アイドル発掘団」に出演。全国誌にも静岡県浜松市のご当地アイドルとして紹介する雑誌が多数掲載。オリジナルソングは14曲。エコソングや浜松や日本の応援ソングもある。「浜松においで！」「静岡で会いましょうWest　side」「瞬間I Love You」はCMソング・ゲームにも起用された。
2018年9月1日、結成10年を迎えて日本ご当地アイドル活性協会より『ご当地アイドル殿堂入り』に認定された。

## 略歴
2008年
- 9月結成。

2010年
- 12月26日、ホリプロ主催「U.M.U AWARD ご当地アイドルNo.1決定戦」で全国決勝出場

2012年
- 6月12日、フットサルチーム「アグレミーナ浜松」の公式応援ガールズ任命[3]
- 11月21日、ホリプロ主催「U.M.U AWARD ご当地アイドルNo.1決定戦」で全国決勝出場[4]

2013年
- 6月18日、浜松市長より「わが街浜松宣伝部長」任命[5]
- 11月16日、日越友好40周年の年、ベトナムのジャパンフェスティバルinベトナム　出演

2014年
- 4月6日、「浜名湖花博2014応援大使」任命
- 6月23日、袋井遠州の花火「もりあげ大使」任命
- 8月29日、「小さな花でも」「天下の家康じゃ！」発売
- 11月29日、ホリプロ主催「U.M.U AWARD ご当地アイドルNo.1決定戦」で全国決勝出場
- 11月、ベトナムのジャパンフェスティバルに出演

2015年
- 1月、「浜名湖花フェスタ2015応援大使」任命
- 6月、袋井遠州の花火「もりあげ大使」に2年連続2回目の任命
- 8月30日、日本テレビ主催「汐留ロコドル甲子園2015」で全国決勝出場[6]
- 12月、ベトナムのジャパンフェスティバルに2年連続2度目の出演

2016年
- 1月、「浜名湖花フェスタ2016応援大使」任命
- 3月6日、2017年のNHK大河ドラマ「井伊直虎」をイメージした曲「美しき虎」発売[7]
- 6月、袋井遠州の花火「もりあげ大使」に3年連続3回目の任命
- 8月14日、日本テレビ主催「汐留ロコドル甲子園2016」で全国決勝出場
- 11月、ベトナムのジャパンフェスティバルに3年連続3度目の出演

2017年
- 1月、「浜名湖花フェスタ2017応援大使」任命
- 1月、「浜松歴史楽曲集」発売
- 6月、袋井遠州の花火「もりあげ大使」に4年連続4回目の任命
- 8月17日、テレビ朝日主催「愛踊祭2017」東海エリア決勝進出
- 12月、ベトナムのジャパンフェスティバルに4年連続4度目の出演

2018年
- 9月1日、「ご当地アイドル殿堂入り」を授与[1]

2020年
- 12月22日、『2020年ご当地アイドル肩書きランキングBEST20』で第18位に選ばれる[8]

2024年
- 9月、りとるめろんの2人がH&A.と兼任になり、4人組としても活動を開始[9]

2025年
- 3月30日、「お茶ロック！」発売
- 7月27日、9月に開催されるクロちゃん主催の大型フェス「クロフェス2025 6年目！クロフェスと結婚するしん！」にて静岡県代表として初選出が発表[10]。
- 現在、うなぎいも協同組合から「うなぎいも応援ぷりんせす」任命[11]
- 現在、浜松餃子学会サポーター

## メンバー
| 名前   | 生年月日               | 出身地 | 血液型 | 所属       | 備考                     |
| ------ | ---------------------- | ------ | ------ | ---------- | ------------------------ |
| ますほ | 2000年10月21日（24歳） | 静岡県 | B型    | イベント部 | リーダー                 |
| ここあ | 2007年12月11日（17歳） | 静岡県 | B型    | イベント部 |                          |
| ちさ   | 2007年9月21日（17歳）  | 静岡県 | O型    | 広報部     | H&A.ジュニアりとるめろん |
| あおい | 2008年7月11日（17歳）  | 静岡県 | O型    | -          | H&A.ジュニアりとるめろん |

### 卒業したメンバー
| 名前（読み）                  | ニックネーム | 出身   | 加入日            | 卒業日        | 備考                                                 |
| ----------------------------- | ------------ | ------ | ----------------- | ------------- | ---------------------------------------------------- |
|                               | あいみ       |        |                   | 2008年11月2日 |                                                      |
| 高井智加（たかいちか）        | ちか         |        |                   | 2008年11月    |                                                      |
| 植田真唯（うえだまい）        |              |        |                   | 2009年9月2日  | 初代リーダー                                         |
|                               | みき         |        |                   | 2010年3月21日 | 2代目リーダー                                        |
|                               | ちえみ       |        |                   | 2010年3月21日 |                                                      |
| 大木サキ（おおきさき）        | サキ         |        | 2009年3月29日     |               | 3代目リーダー                                        |
| 平野奈穂（ひらのなほ）        | なほ         |        |                   |               |                                                      |
| 小林茜湖（こばやしあみ）      | あみ         |        | 2009年3月29日加入 |               |                                                      |
| 松本澪奈子（まつもとみなこ）  | みなこ       |        | 2010年3月14日     |               |                                                      |
| 山崎瞳（やまさきひとみ）      | ひとみ       |        | 2011年1月19日     |               | 4代目リーダー                                        |
| 成田美玖（なりたみく）        | みく         |        | 2011年1月19日     |               |                                                      |
| 大平りわ（おおひらりわ）      | りわ         |        |                   |               | 5代目リーダー                                        |
| 野中あみ（のなかあみ）        | あみ         |        |                   |               |                                                      |
| 袴田有美（はかまたゆうみ）    | ゆうみ       |        |                   |               |                                                      |
| 増田優子（ますだゆうこ）      | ゆうこ       |        |                   |               |                                                      |
| 村埜ふみな（むらのふみな）    | ふみな       |        |                   |               |                                                      |
| 神谷瞳（かみやひとみ）        | ひとみ       |        |                   |               |                                                      |
| 野口あいり（のぐちあいり）    | あいり       |        |                   |               |                                                      |
| 山口まなみ（やまぐちまなみ）  | まなみ       |        |                   |               |                                                      |
| 村上ねね（むらかみねね）      | ねね         |        |                   |               |                                                      |
| 井口なな（いぐちなな）        | なな         |        |                   |               |                                                      |
| 一木シーナ（いっきしーな）    | シーナ       |        |                   |               |                                                      |
| 永田あいか（ながたあいか）    | あいか       |        | 2017年4月2日      |               |                                                      |
| 山下慶（やましたけい）        | けい         |        |                   |               |                                                      |
| 伊藤拓海（いとうたくみ）      | たくみ       |        |                   |               |                                                      |
| アマンダ伶鼓（のより れいこ） |              | 静岡県 |                   | 2020年7月5日  | モデル部 第3回ミス浜松グローバルコンテストグランプリ |
|                               | ゆり         | 静岡県 |                   |               |                                                      |
|                               | keiko        | 静岡県 |                   |               |                                                      |
|                               | カースティン | 静岡県 |                   |               |                                                      |
|                               | あいり       | 静岡県 |                   |               |                                                      |
|                               | ふたば       | 静岡県 |                   |               |                                                      |
|                               | ももな       | 静岡県 |                   |               |                                                      |
|                               | なお         |        |                   |               |                                                      |

## ディスコグラフィ

### CD
- JEWELRY（2009年）
  - 作詞・作曲：井村淳也

- HaPeace (2009年）
  1. 7つのメグミ
  2. JEWELRY Remix version
  3. M★T☆L

  - 全収録曲、作詞・作曲：井村淳也

- みんなのニッポン（2011年）
  1. 瞬間I LOVE YOU
  2. みんなのニッポン

  - 全収録曲、作詞・作曲：井村淳也

- 浜松においで！（2012年3月4日）
  1. 浜松においで！  　※PV映像
  2. 夢に向かって
  3. 瞬間I LOVE YOU
  4. JEWELRY
  5. 7つのメグミ
  6. みんなのニッポン
  7. M★T☆L

  - 全収録曲、作詞・作曲：ソングメーカー井村淳也

- 静岡で会いましょう～West side（2013年3月31日）
  1. 静岡で会いましょう～West side 　 ※PV映像
  2. レッツ！全力

  - 全収録曲、作詞・作曲：ソングメーカー井村淳也

- 天下の家康じゃ!（2014年8月29日）
  1. 天下の家康じゃ!  　※PV映像
  2. 小さな花でも
  3. 富士山のように~H&A.バージョン
  4. 浜松においで!
  5. 静岡で会いましょう~West side
  6. 瞬間I love you
  7. JEWELRY

  - 全収録曲、作詞・作曲：ソングメーカー井村淳也

- 美しき虎（2016年3月9日）
  1. 美しき虎  　※PV映像
  2. 告白マイスター
  3. 天下の家康じゃ！2016
  4. 今、君はヒーローになれ2016

  - 全収録曲、作詞・作曲：ソングメーカー井村淳也

- 浜松歴史楽曲集（2017年1月8日）
  1. 姫ざくら
  2. 美しき虎
  3. 天下の家康じゃ!
  4. 美しき虎~特別編曲版
  5. 浜松においで!
  6. うなぎいもの歌

  - 全収録曲、作詞・作曲：ソングメーカー井村淳也

- お茶ロック！（2025年3月30日）
  1. お茶ロック！
  2. いちばんぼし
  3. 告白マイスター
  4. 天下の家康じゃ！
  5. 静岡で会いましょう～West side
  6. 富士山のように
  7. 浜松においで！
  8. 瞬間 I LOVE YOU
  9. 7つのメグミ
  10. JEWELRY
  11. スペースS.P.
  12. 姫ざくら
  13. プリティ♪ぷりんせす
  14. ビー・ヒーローズ

  - 全収録曲、作詞・作曲：ソングメーカー井村淳也

### DVD
- H&A.FIRST CLIPS（2011年/みんなのニッポン、瞬間I LOVE YOU収録）

## 主な出演

### テレビ
- 渋谷ドリームチャンピオン〜MTK全国オーディション2010（2010年6月30日、NHK Eテレ、サキ）
- とびっきり!しずおか（2011年2月25日、静岡朝日テレビ）
- サンドウィッチマンのご当地アイドル発掘団（2011年5月14日、TOKYO MXテレビ）
- ノリコ、ソウルへ行く(노리코,서울에 가다)（2011年9月11日、KBS、ゆうこ）- ミユキ 役
- ピエール瀧のしょんないTV（2013年7月4日・11日・25日、静岡朝日テレビ）
- とびっきり静岡（2014年、静岡朝日テレビ）
- 丸ごとワイド（2015年、静岡第一テレビ）
- ヒーローズアカデミー放課後放送部（2015年10月、ケーブル・ウィンディ）[12]

### ドラマ
- NHK大河時代劇「おんな城主 直虎」-  7話

### 映画
- 書道ガールズ「青い青い空」(2010年） - サキ、ひとみ
- 青空エール（2016年） - アマンダ、大平、村上

### ラジオ
- むなポケヒーローズ（浜松エフエム放送（FM-Haro!)、2010年2月1日～）
- はままつ祭り特番（浜松エフエム放送（FM-Haro!)、2014年、2015年）

### インターネット配信
- ヒーローズチャンネル（TOMPAテレビ、第7回、第11回、第12回、2011年3月より月1回レギュラー）
- エリア.アイドルNo.1決定戦「U.M.U AWARD 2010」予選会（ニコニコ動画ホリプロちゃんねる、2010年12月26日）

### CM
- インターネットカフェ・アプレシオ（2013年）[13]

## 新聞
2012年
- 11月24日、東京スポーツ - 「H&A」がダンスでボートレース浜名湖を魅了[14]

2013年
- 6月、静岡新聞  - 浜松市が家康くんダンスお披露目
- 6月、中日新聞  - 家康くん天下どり
- 静岡新聞 - ベトナムで浜松PR

2014年
- 2月、中日新聞 - きらくに学ぶ市民講座
- 4月、静岡新聞 - ホストLC活動PR
- 6月、中日新聞 - ゆるキャラ、西へ東へPR活動
- 8月、静岡新聞 - 天下の家康じゃ！新曲発売
- 9月3日、中日新聞 - 「Ｈ＆Ａ．」新曲「天下の家康じゃ！」浜松駅前で披露[15]
- 10月、中日新聞 - 浜名湖花博2014新チラシアピール
- 10月、静岡新聞 - 浜名湖花博チラシ第三弾完成発表
- 11月、静岡新聞 - H&A.ベトナム訪問、茶娘姿で日本PR
- 11月30日、中日新聞 - 防犯活動のお手伝い[16]
- 静岡新聞　- 東京で花博PR
- 静岡新聞 - 浜名湖花博応援大使委嘱
- 静岡新聞 - 110番の日、啓発
- 中日新聞 - 110番正しく利用を
- 中日新聞 - 浜松駅前で点描
- 静岡新聞 - バイク文化を発信

2015年
- 1月1日、中日新聞 - 郷土の宝愛を込めカワイイ出陣「家康じゃ」
- 8月21日、中日新聞 - 天下取って浜松PR[17]
- 11月、中日新聞、ベトナムで浜松PR
- 11月、静岡新聞、ベトナム公演へ
- 静岡新聞 - 防犯活動のお手伝い

2016年
- 4月、静岡新聞 - ご当地アイドルが直虎を歌う[18]
- 6月、中日新聞 - 熊本を応援！5万円寄付
- 6月、静岡新聞 - 熊本支援で義援金 日赤へ
- 9月、静岡新聞 - 祝寿会の出酒
- 10月20日、静岡新聞 - ベトナム公演へ抱負　「Ｈ＆Ａ．」４人、浜松市役所訪問[19]
- 11月、中日新聞 - 美しき虎 ベトナムに届け
- 静岡新聞 - 防犯活動のお手伝い

## 書籍等

### 雑誌掲載
- egg 2011年3月号（大洋図書、2011年2月1日、みなこ）
- ベストカー 2011年8月10日号（講談社、2011年7月8日）
- FLASH 2011年9月20日号（光文社、2011年9月6日、みなこ）
- ザ・テレビジョン（角川書店、2013年12月21日号
- 月刊オーディション（白夜書房、2013年7月号、2014年7月号）

### ムック本
- 2012ご当地アイドル大図鑑（角川グループパブリッシング、2012年1月15日）
- 全国あいどるmap 2012-2013（エンターブレイン、2012年7月12日）
- あえるアイドル大百科（宝島社、2012年9月28日）
- ローカルアイドル パーフェクトガイド（イカロス出版、2013年3月30日）
- 全国あいどるmap（エンターブレイン、2013年7月31日）
- 静岡のおきて（泰文堂、2014年6月25日）
- 信用情報 2014年新年特集号（信用交換所、2014年1月7日）
- TOKAI IDOL FILE（シンコーミュージック、2015年6月2日）
- まっぷる ご当地アイドル（昭文社、2015年8月15日）

### ライブ
- 定期ライブ
  - ザザシティ浜松屋外ステージ（毎月第3土曜18時）
  - 新浜松駅前ソラモ（毎月第4金曜19時）

## 受賞歴
- LINK RECORDS LIVE AUDITION「YANAGIMAN プロデュースにより、デビューへの道を勝ち取るのは誰？」優勝：サキ
- ご当地アイドルNO.1決定戦「U.M.U AWARD 2010」（2010年12月26日）※全国決勝ファイナリスト
- ご当地アイドルNO.1決定戦「U.M.U AWARD 2012」（2012年11月21日）※全国決勝ファイナリスト
- ご当地アイドルNO.1決定戦「U.M.U AWARD 2014」（2014年11月29日）※全国決勝ファイナリスト